# 실루 아니스
실루 아니스(Cilou Annys, 1991년 3월 20일 ~ )는 벨기에의 미인 대회 우승자이다. 2010년 미스 벨기에 우승자이며 2010년 미스 월드, 미스 유니버스 2010에서 벨기에 대표로 참가했다.